# Grigori Voïtinski
Grigori Naoumovitch Voïtinski (en russe : Григорий Наумович Войтинский), de son vrai nom Zarkhine (Зархин), né le 17 avril 1893 à Nevel et mort le 11 juin 1953 à Moscou, est un bolchévique membre du Komintern. Il est envoyé en Chine dans les années 1920 comme conseiller afin de prendre contact avec les principaux communistes chinois juste avant la fondation du Parti communiste chinois. Le processus de formation du nouveau parti se déroule largement sous son égide, bien que ses successeurs aient eu plus d'influence sur la ligne officielle du parti elle-même (concernant par exemple l'alliance avec le Kuomintang).
En 1920, l'Union soviétique établit en Sibérie le Bureau extrême-oriental, une branche du Komintern chargée de gérer la création de partis communistes en Chine et dans d'autres pays d'Extrême-Orient. Peu après sa mise en place, Voïtinski, qui y occupe le poste de directeur adjoint, est envoyé à Pékin où il contacte le communiste Li Dazhao. Li permet à Voïtinski de rencontrer un autre dirigeant communiste, Chen Duxiu, à Shanghai. En août 1920, Voïtinski, Chen Duxiu, Li Hanjun, Shen Xuanlu, Yu Xiusong, Shi Cuntong et d'autres commencent à mettre en place la branche chinoise du Komintern.
Le journal Shanghai Chronicle est lancé en 1919 à Shanghai par Chemechko et d'autres Soviétiques avec une ligne orientée vers le socialisme, et reçoit des financements du gouvernement soviétique au début de l'année 1920. Au printemps 1920, Voïtinski et ses collègues arrivent en Chine afin de fonder le Parti communiste chinois. Ils ne viennent pas seulement en qualité d'éditeurs et de reporters pour le journal, mais mettent également en place le Secrétariat d'Asie orientale du Komintern dans les bureaux du périodique. À compter de ce moment, le Shanghai Chronicle devient à la fois un organe de propagande pour le Secrétariat d'Asie orientale et une couverture pour les activités bolchéviques en Chine. Comme le personnel du journal aide les Russes soviétiques et les membres du Komintern à mettre sur pied une organisation communiste en Chine sous couvert d'activités journalistiques, le journal dans son ensemble joue un rôle particulier dans les débuts du mouvement communiste en Chine. Bien que le Shanghai Chronicle cesse de paraître à la fin de l'année 1922 en raison de la fin des financements soviétiques, la majeure partie de son personnel continue d’œuvrer pour le bolchévisme.
Il organise la réunion de différents intellectuels socialistes chinois pour le 1er congrès national du Parti communiste chinois qui se déroule du 23 juillet au 2 août 1921 chez Li Hanjun, dans la concession française de Shanghai.